# Chiesa di San Francesco d'Assisi (Carpi)
La chiesa di San Francesco d'Assisi è una parrocchiale di Carpi, in via Trento Trieste 8. Appartiene alla zona pastorale 1 della diocesi e risale al XIII secolo.

## Storia
La primitiva chiesa con dedicazione a San Francesco d'Assisi fu costruita a Carpi attorno al 1248, legata ad un convento di frati minori.
In seguito l'edificio fu oggetto di diversi interventi di ristrutturazione. Tra questi 
l'ultimo importante risale al 1681 e in tale occasione l'orientamento della chiesa venne modificato e la nuova facciata fu costruita rivolta a est (dove stava in origine l'abside) verso l'abitato cittadino. Lo stile seguito durante la ricostruzione, in particolare degli interni, seguì il gusto barocco. Il prospetto principale, malgrado il progetto che lo riguardava, rimase incompiuto nel suo rivestimento.
La torre campanaria fu eretta nel 1689 e a differenza dell'edificio del tempio venne ultimata nella sua struttura e nei suoi rivestimenti.

### Danni dal terremoto
La chiesa ha subito enormi danni durante il terremoto dell'Emilia del 2012 e una parte della volta interna sopra il presbiterio è crollata nella sala.

## Descrizione
La chiesa si trova nella parte a sud del centro storico carpigiano e presenta un orientamento verso ovest, modificato rispetto all'originale nel XVII secolo. La facciata è semplice con due corpi laterali che corrispondono alle cappelle interne. Il portale è architravato e sopra di questo, in alto, si trova una grande finestra rettangolare che porta luce alla sala. Il prospetto è rimasto incompiuto e il rivestimento previsto non è mai stato posto in opera.
La navata interna è unica su pianta a croce latina. Nel transetto a destra immagine quattrocentesca della Madonna della Rosa attribuita ad Antonio Alberti con ai lati il sarcofago di Marco Pio e il sarcofago di Pietro Pio. Nella cappella invernale affresco che raffigura la Madonna col Bambino, attribuito a Giovanni da Modena.
Nel transetto a sinistra raffigurazione di Sant'Antonio da Padova, importante opera attribuita ad Antonio Consetti. Sempre a sinistra, nella prima cappella laterale, la Crocifissione e i Santi Bonaventura e Margherita da Cortona, opera di Antoine Colomb de Vanel.